# Quận Baker, Georgia
Quận Baker là một quận trong tiểu bang Georgia, Hoa Kỳ. Quận lỵ đóng ở thành phố Newton 6. Theo điều tra dân số năm 2010 của Cục điều tra dân số Hoa Kỳ, quận có dân số 3451 người 2.